# Wyszków (gmina)
Wyszków (do 1870 gmina Leszczydół; przejściowo gmina Wyszków nad Bugiem) – gmina miejsko-wiejska w Polsce położona w województwie mazowieckim, w powiecie wyszkowskim. W latach 1975–1998 gmina administracyjnie należała do województwa ostrołęckiego.
Siedziba gminy to Wyszków.
Według danych z 30 czerwca 2004 gminę zamieszkiwało 37 715 osób.

## Struktura powierzchni
Według danych z roku 2002 gmina Wyszków ma obszar 165,6 km², w tym:
- użytki rolne: 53%
- użytki leśne: 29%

Gmina stanowi 18,89% powierzchni powiatu.

## Demografia

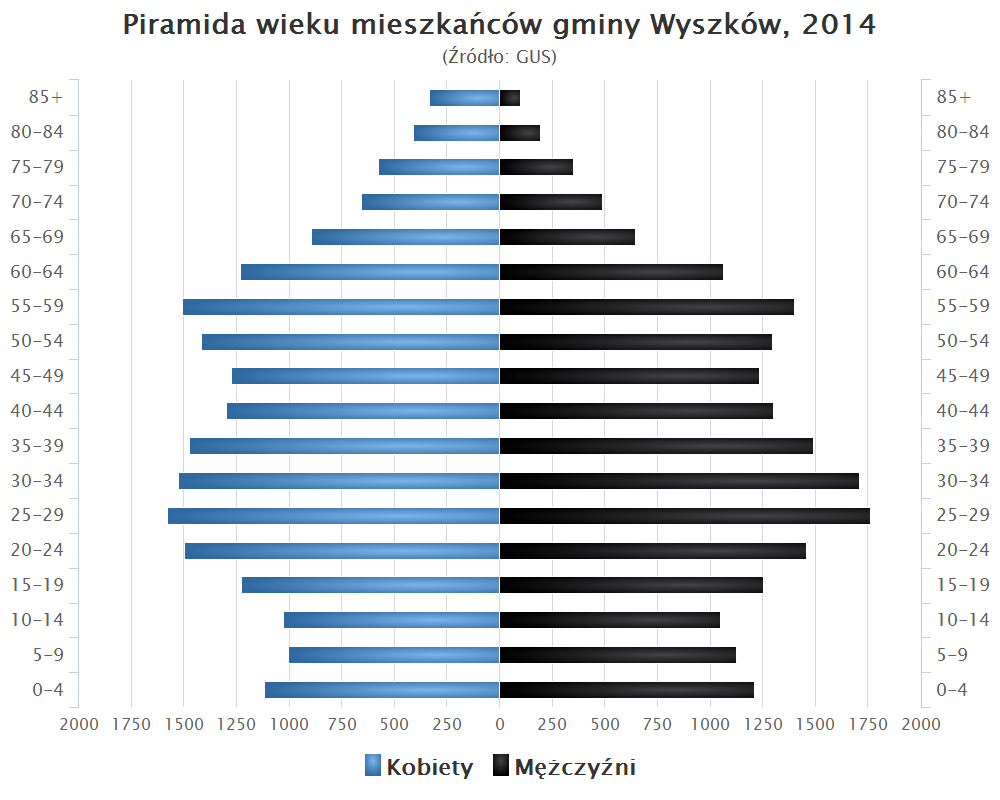
Piramida wieku mieszkańców gminy Wyszków w 2014 roku

Dane z 30 czerwca 2004:
| Opis                              | Ogółem | Ogółem | Kobiety | Kobiety | Mężczyźni | Mężczyźni |
| --------------------------------- | ------ | ------ | ------- | ------- | --------- | --------- |
| jednostka                         | osób   | %      | osób    | %       | osób      | %         |
| populacja                         | 37 715 | 100    | 19 342  | 51,3    | 18 373    | 48,7      |
| gęstość zaludnienia (mieszk./km²) | 227,7  | 227,7  | 116,8   | 116,8   | 110,9     | 110,9     |

## Sołectwa
Deskurów, Drogoszewo, Fidest, Gulczewo, Kamieńczyk, Kręgi Nowe, Leszczydół-Działki, Leszczydół-Nowiny, Leszczydół-Podwielątki, Leszczydół-Pustki, Leszczydół Stary, Lucynów, Lucynów Duży, Łosinno, Natalin, Olszanka, Puste Łąki, Rybienko Nowe, Rybienko Stare, Rybno, Sitno, Skuszew, Ślubów, Świniotop, Tulewo, Tulewo Górne, Tumanek.
Miejscowości podstawowe bez statusu sołectwa: Loretto i Rozalin.

## Sąsiednie gminy
Brańszczyk, Jadów, Łochów, Rząśnik, Somianka, Zabrodzie